# Борович Богдан Карлович
Богда́н Ка́рлович Борович (11 квітня 1947, місто Станіслав, тепер Івано-Франківськ) — міський голова Івано-Франківська (1994–1998), депутат обласної ради трьох скликань, голова Івано-Франківської обласної організації Конгресу українських націоналістів

## Життєпис
У 1965 році закінчив Івано-Франківську школу № 5.
Освіта вища, у 1970 році закінчив Івано-Франківський інститут нафти і газу. За фахом інженер-механік.
У 1970—1981 роках — технолог, начальник технічного бюро, провідний технолог івано-франківського заводу «Прилад». У 1981—1993 роках — начальник технічного бюро Івано-Франківського радіозаводу. У 1986 році арештовувався органами Комітету державної безпеки (КДБ) СРСР за зберігання «антирадянської літератури».
У 1992—1994 роках — голова Фонду комунального майна Івано-Франківської області.
З липня 1994 року по червень 1998 року обирався міським головою Івано-Франківська. На посаді міського голови понад 60% шкіл у місті перевів з російської на українську мову навчання, реорганізував медичну сферу та удосконалив систему ремонту доріг. У 2000 р. закінчив заочно Прикарпатський національний університет імені Василя Стефаника, здобувши фах юриста.
Понад 20 років працює на керівних посадах, з них 11 років — державним службовцем. Депутат трьох демократичних скликань.
У 1999—2000 роках — голова Представництва державного комітету корпоративних прав у Івано-Франківській області. У травні 2000 — березні 2005 року — голова Представництва держпідприємництва України у Івано-Франківській області.
З березня 2005 року працював заступником голови обласної державної адміністрації у команді Романа Ткача.
Потім — депутат облради, голова обласної організації Конгресу українських націоналістів, голова Всеукраїнського братства ОУН-УПА (з липня 2012).
Указом Президента України № 336/2016 від 19 серпня 2016 року нагороджений ювілейною медаллю «25 років незалежності України».